# Christian Manfredini
Christian José Manfredini Sisostri (Port Bouët, 1 de maig de 1975) és un futbolista italo-ivorià, que ocupa la posició de migcampista. Nascut a Costa d'Ivori, als cinc anys va ser adoptat per una família italiana, els Manfredini.

## Trajectòria
Format al planter de la Juventus FC, va estar cedit a diversos equips de la tercera i quarta categoria italiana. El 1998 debuta a la Série B amb la Cosenza.
Deslligat ja del club torinés, el 2000 recala al Chievo Verona, on qualla una gran temporada. El seu equip seria la revelació d'eixe any, aconseguint una plaça per a competicions europees. Les seues bones actuacions li valen el fitxatge per la SS Lazio. Amb els romans, seria de nou cedit en diverses ocasions, una d'elles al CA Osasuna de la primera divisió espanyola.
A partir del 2004 retorna a la disciplina de la Lazio, on no ha acabat de fer-se un lloc a l'onze titular.

## Selecció
Manfredini ha estat internacional amb la selecció de la Costa d'Ivori, tot jugant un encontre el 2008.